# USS Lowe (DE-325)
USS Lowe (DE-325/DER-325) là một tàu hộ tống khu trục lớp Edsall từng phục vụ cùng Hải quân Hoa Kỳ trong Chiến tranh Thế giới thứ hai. Nó là chiếc tàu chiến duy nhất của Hải quân Hoa Kỳ được đặt cái tên này, theo tên hạ sĩ quan Harry James Lowe Jr. (1922-1942), người từng phục vụ trên tàu tuần dương hạng nặng San Francisco (CA-38), đã tử trận trong trận Hải chiến Guadalcanal vào ngày 12 tháng 11, 1942 và được truy tặng Huân chương Chữ thập Hải quân. Nó đã phục vụ cho đến khi chiến tranh kết thúc, xuất biên chế năm 1946, rồi được tạm thời chuyển cho Tuần duyên Hoa Kỳ như là chiếc USCGC Lowe (WDE-425) trong giai đoạn từ 1951 đến 1954. Sau khi hoàn trả cho Hải quân, nó được xếp lại lớp như một tàu hộ tống khu trục cột mốc radar DER-325 và tiếp tục tham gia hoạt động trong cuộc Chiến tranh Việt Nam cho đến năm 1968. Con tàu cuối cùng bị bán để tháo dỡ vào năm 1969. Lowe được tặng thưởng bốn Ngôi sao Chiến trận do thành tích phục vụ tại Việt Nam.

## Thiết kế và chế tạo
Lớp Edsall có thiết kế hầu như tương tự với lớp Cannon dẫn trước; khác biệt chủ yếu là ở hệ thống động lực Kiểu FMR do được trang bị động cơ diesel Fairbanks-Morse dẫn động qua hộp số giảm tốc đến trục chân vịt. Đây là cấu hình động cơ được áp dụng rộng rãi trên tàu ngầm, được chứng tỏ là có độ tin cậy cao hơn so với lớp Cannon.
Vũ khí trang bị bao gồm ba pháo 3 in (76 mm)/50 cal trên tháp pháo nòng đơn có thể đối hạm hoặc phòng không, một khẩu đội pháo phòng không Bofors 40 mm nòng đôi và tám pháo phòng không Oerlikon 20 mm. Vũ khí chống ngầm bao gồm một dàn súng cối chống tàu ngầm Hedgehog Mk. 10 (có 24 nòng và mang theo 144 quả đạn); hai đường ray Mk. 9 và tám máy phóng K3 Mk. 6 để thả mìn sâu. Con tàu vẫn giữ lại ba ống phóng ngư lôi Mark 15 21 inch (533 mm), và được trang bị radar SC dò tìm không trung và mặt biển. Thủy thủ đoàn đầy đủ bao gồm 186 sĩ quan và thủy thủ.
Lowe được đặt lườn tại xưởng tàu của hãng Consolidated Steel Corporation ở Orange, Texas vào ngày 24 tháng 5, 1943. Nó được hạ thủy vào ngày 28 tháng 7, 1943, được đỡ đầu bởi bà Harry J. Lowe, mẹ hạ sĩ quan Lowe, và nhập biên chế cùng Hải quân Hoa Kỳ vào ngày 22 tháng 11, 1943 dưới quyền chỉ huy của Hạm trưởng, Trung tá Tuần duyên Reginald H. French.

## Lịch sử hoạt động

### 1943 - 1946
Sau khi hoàn tất việc chạy thử máy huấn luyện tại vùng biển Bermuda, Lowe đi đến Charleston, South Carolina vào ngày 2 tháng 2, 1944 để bắt đầu phục vụ trong vai trò hộ tống vận tải, bảo vệ cho Đoàn tàu UGS 32 vượt Đại Tây Dương đi sang Casablanca, Maroc thuộc Pháp và quay trở về. Trong chuyến đi thứ hai cùng Đoàn tàu UGS–38 vào ngày 20 tháng 4, máy bay ném bom của Không quân Đức đã tấn công vào lúc trời nhá nhem tối ngoài khơi Algiers. Trước khi bị hỏa lực phòng không của Lowe cùng các tàu hộ tống khác đánh đuổi, chúng đã đánh chìm tàu vận tải SS Paul Hamilton đang vận chuyển 500 binh lính và tàu khu trục Lansdale (DD-426), và gây hư hại cho nhiều tàu khác trong đoàn tàu. Nó cùng các tàu chị em cứu vớt những người sống sót và hộ tống các tàu buôn bị hư hại đi đến cảng gần nhất Algiers, rồi đưa đoàn tàu đến điểm đến Bizerte, Tunisia.
Cho đến ngày 5 tháng 3, 1945, Lowe đã thực hiện tổng cộng 12 chuyến hộ tống vận tải vượt Đại Tây Dương. Nó cùng các tàu hô tống khu trục khác tham gia vào Đội đặc nhiệm 22.14, một đội đặc nhiệm tìm-diệt tàu ngầm, vốn được vận hành toàn bộ bởi nhân sự thuộc Tuần duyên Hoa Kỳ. Đơn vị này tham gia vào Chiến dịch Teardrop, có nhiệm vụ tuần tra ngăn chặn tại Bắc Đại Tây Dương về phía Đông Newfoundland nhằm chống sự xâm nhập của tàu U-boat thế hệ mới được trang bị ống hơi.
Vào ngày 18 tháng 3, đang khi tuần tra tại vị trí khoảng 100 mi (160 km) về phía Đông Nam Halifax, Nova Scotia, Lowe dò được tín hiệu sonar một mục tiêu ngầm dưới nước và đã tấn công với hai lượt súng cối chống ngầm Hedgehog. Các tàu đồng đội khác cùng tham gia tấn công bằng mìn sâu, ghi nhận một vệt dầu loang cùng nhiều mảnh vỡ nổi lên mặt biển. Tàu ngầm đối phương vẫn tiếp tục ẩn nấp dưới nước sang ngày hôm sau, cho đến khi Lowe bắt được tín hiệu sonar và tiếp tục tấn công, đánh chìm tàu ngầm U-boat U-866 tại tọa độ 43°18′B 61°08′T / 43,3°B 61,133°T; toàn bộ 59 thành viên viên thủy thủ đoàn chiếc U-boat đều tử trận. Trong chuyến tuần tra cùng Đội đặc nhiệm 22.14 vào ngày 3 tháng 5, Lowe đã cứu vớt thủy thủ đoàn của chiếc tàu schooner Marion Duffitt bị đắm.
Sau khi chiến tranh kết thúc tại Châu Âu, Lowe được điều đến Norfolk, Virginia vào ngày 6 tháng 7 để phục vụ như một tàu huấn luyện. Nó đi đến Washington, D.C. vào ngày 24 tháng 10 để tham gia các lễ hội nhân Ngày Hải quân, rồi lên đường đi Yorktown, Virginia vào ngày 1 tháng 11. Đi đến Green Cove Springs, Florida vào ngày 30 tháng 12, nó được đại tu để chuẩn bị ngừng hoạt động. Con tàu được cho xuất biên chế tại đây vào ngày 1 tháng 5, 1946, và được đưa về Hạm đội Dự bị Đại Tây Dương.

### USCGCLowe(WDE-425)
Trong giai đoạn từ ngày 20 tháng 7, 1951 đến ngày 1 tháng 6, 1954, Lowe được tạm thời chuyển cho lực lượng Tuần duyên Hoa Kỳ, và hoạt động như là chiếc USCGC Lowe (WDE-425) dưới quyền chỉ huy của Hạm trưởng, Trung tá Tuần duyên William Bromfield Ellis. Con tàu hoạt động như một tàu quan trắc thời tiết tại Đại Tây Dương và Thái Bình Dương, cho đến khi ngừng hoạt động tại xưởng tàu Todd Shipyard ở Long Beach, California và hoàn trả cho Hải quân.

### 1955 - 1968
Được cải biến thành một tàu hộ tống khu trục cột mốc radar, Lowe được xếp lại lớp với ký hiệu lườn mới DER-235 vào ngày 28 tháng 10, 1954, rồi tái biên chế trở lại vào ngày 15 tháng 1, 1955 dưới quyền chỉ huy của Hạm trưởng, Thiếu tá Hải quân John Renault Bohlken. Nó gia nhập Hải đội Hộ tống 5 tại Seattle, Washington, và phục vụ như cột mốc radar tại hàng rào Thái Bình Dương trong Đường cảnh báo sớm từ xa - (DEW: Distant Early Warning) Line - nhằm cảnh báo sớm khả năng bị máy bay ném bom chiến lược hay tên lửa đạn đạo đối phương tấn công. Vào ngày 20 tháng 2, 1962, con tàu phục vụ như tàu tìm kiếm giải cứu dự phòng dọc theo quỹ đạo bay ba vòng quanh trái đất của phi thuyền Friendship 7 mang theo phi hành gia John Glenn.
Khi hàng rào cột mốc radar được giải tán và chuyển vai trò cảnh báo sớm cho các trạm mặt đất cùng vệ tinh đảm nhiệm vào năm 1965, Lowe được điều động gia nhập Đệ Thất hạm đội vào ngày 5 tháng 8, 1965, và đi đến ngoài khơi Việt Nam vào ngày 15 tháng 8. Nó tham gia Chiến dịch Market Time nhằm ngăn chặn việc vận chuyển vũ khí và tiếp liệu từ Bắc Việt Nam vào Nam Việt Nam, trước khi quay trở về cảng nhà mới tại Guam vào đầu tháng 9 để bảo trì và nghỉ ngơi. Con tàu gia nhập Lực lượng Đặc nhiệm 115 tại Việt Nam vào ngày 22 tháng 11, và tiếp tục tham gia hoạt động Market Time, xen kẻ với những lượt tuần tra tại eo biển Đài Loan và phục vụ như tàu căn cứ tại Hong Kong.
Vai trò này được Lowe đảm nhiệm cho đến ngày 20 tháng 9, 1968, khi nó được cho xuất biên chế lần sau cùng tại Guam. Tên nó được cho rút khỏi danh sách Đăng bạ Hải quân vào ngày 23 tháng 9, 1968, và con tàu bị bán để tháo dỡ vào ngày 3 tháng 9, 1969.

## Phần thưởng
Lowe được tặng thưởng bốn Ngôi sao Chiến trận do thành tích phục vụ trong Chiến tranh Việt Nam.
|                                                       |             |  |
|                                                       | Bronze star |  |
| Bronze star · Bronze star · Bronze star · Bronze star |             |  |

| Dãi băng Hoạt động Tác chiến                           | Huân chương Chiến dịch Hoa Kỳ                                      | Huân chương Chiến dịch Châu Âu-Châu Phi-Trung Đông  |
| Huân chương Chiến thắng Thế Chiến II                   | Huân chương Phục vụ Phòng vệ Quốc gia với 1 Ngôi sao Chiến trận    | Huân chương Phục vụ Triều Tiên (phục vụ Tuần duyên) |
| Huân chương Phục vụ Việt Nam với 4 Ngôi sao Chiến trận | Huân chương Liên Hiệp Quốc Phục vụ Triều Tiên (phục vụ Tuần duyên) | Huân chương Chiến dịch Bội tinh (Việt Nam Cộng Hòa) |